# 로쿠지조역
로쿠지조역(일본어: 六地蔵駅, ろくじぞうえき 로쿠지조우에키[*])은 일본 교토부 교토시 후시미구와 교토 부 우지시에 걸쳐 있는 서일본 여객철도, 게이한 전기 철도, 교토 시영 지하철의 철도역이다. 야마시나 강을 끼고 동쪽에 있는 서일본 여객철도 및 교토 시영 지하철의 역 소재지는 우지 시, 서쪽에 있는 게이한 전기 철도의 역 소재지는 교토 시 후시미 구이다.
건설 당시 역 북서쪽에 있었던 다이젠 사가 "서울의 로쿠지조를 둘러싼"(일본어: 京の六地蔵めぐり 쿄노 로쿠지조메구리[*]) 절 중 하나로 오래전부터 로쿠지조 씨(일본어: 六地蔵さん 로쿠지조상[*])라 불리어 온 데서 유래하여 "로쿠지조"라는 역명이 붙었다. 게이한 우지 선 개업 이후 1960년대까지 몇 차례의 태풍으로 인한 홍수로 침수한 바 있었다. 1992년 JR 나라 선의 증발에 맞추어 열차 교행 설비를 갖춘 새 역으로서 JR 로쿠지조 역이 우지 시 쪽에 개업하였으며, 2004년 교토 시영 지하철 로쿠지조 역이 개업하였다.

## 게이한 전기 철도
야마시나 강 제방의 성토(盛土) 위에 지어진 역이다. 상대식 승강장으로 2면 2선의 지상역이다. 역 번호는 KH 73이며, 승강장이 곡선 상에 있기 때문에 위험을 막기 위하여 감시 카메라가 설치되어 있다. 개찰구는 1층에 한 곳만 존재하며, 승강장은 2층에 있다. 배리어 프리 대응 시설이 갖추어져 있다. 서일본 여객철도나 교토 시영 지하철 노선으로의 환승 안내는 이루어지지 않고 있다.

### 승강장
| 승강장 | 노선      | 방향 | 행선                                           |
| ------ | --------- | ---- | ---------------------------------------------- |
| 1      | ■ 우지 선 | 상행 | 주쇼지마・요도야바시・나카노시마・데마치야나기 |
| 2      | ■ 우지 선 | 하행 | 우지 방면                                      |

### 역사
- 1913년 6월 1일 - 게이한 전기 철도 우지 선 개업에 따라 개업하였다.
- 1917년 9월 26일 ~ 10월 1일 - 다이쇼 대홍수로 주변이 물에 잠겼다.
- 1943년 10월 1일 ~ 1949년 12월 1일 - 회사 합병으로 게이한신 급행 전철 (한큐 전철)의 역이 되었다가 회사 분리로 다시 게이한 전기 철도의 역이 되었다.
- 1953년 9월 25일 - 태풍으로 우지강에서 역류한 물로 야마시나강이 범람하여 역과 역 주변이 물에 잠겼다. 10월 1일 임시 복구했다.[3]
- 1961년 9월 16일 - 태풍으로 역과 주변이 다시 물에 잠겼다.
- 1966년 3월 - 야마시나 강 제방의 증축 공사 및 교량 설치에 따라 3월 6일 나카노시마 방면 승강장을, 3월 20일 우지 방면 승강장을 제방 위로 이설했다.[4]

### 인접정차역
| 게이한 전기 철도                       | 게이한 전기 철도 | 게이한 전기 철도       |
| -------------------------------------- | ---------------- | ---------------------- |
| KH 72 모모야마미나미구치 주쇼지마 방면 | ■ 우지 선        | 고와타 KH 74 우지 방면 |

## 서일본 여객철도
섬식 승강장으로 1면 2선이며, 교행이 가능한 고가역이다. 곡선 형태로 지어져 있기 때문에 열차와 승강장 사이가 넓으며, 승강장의 폭도 비교적 좁다. 상행만 에스컬레이터가 항상 가동하고 있다. 개찰구는 1개소 뿐이며, 우지 역의 관할을 받는 직영역이다.
1번선은 상하행 본선, 2번선은 상하행 부본선인 형태로, 2번선이 분기했다가 다시 합쳐지는 형태이다.

### 승강장
| 1 | ■ 나라 선 | (상행) 교토 방면 | (하행) 우지 · 나라 방면 |
| 2 | ■ 나라 선 | 우지 · 나라 방면 |                         |

### 역사
- 1992년 10월 22일 - 나라 선 모모야마 역 ~ 고하타 역 사이에 개업하였다.
- 2003년 5월 10일 - 이코카의 사용이 가능해졌다.

### 인접정차역
| 서일본 여객철도 나라 선 | 서일본 여객철도 나라 선 | 서일본 여객철도 나라 선 |
| ----------------------- | ----------------------- | ----------------------- |
| 도후쿠지 교토 방면      | ■ 나라 선 쾌속          | 우지 나라 방면          |
| 모모야마 교토 방면      | ■ 보통                  | 고하타 나라 방면        |

## 교토 시영 지하철
도자이 선의 종착역으로 역 번호는 T01이다. 1면 2선의 섬식 승강장이며, 스크림도어가 설치되어 있다. 개찰구는 1개소만 존재한다. 도자이 선의 각 역은 고유의 색상이 지정되어 있는데, 로쿠지조 역의 고유 색상은 물망초색(■)이다.
교토 시영 지하철 로쿠지조 역과 서일본 여객철도의 로쿠지조 역은 가깝지만, 게이한 전기 철도의 로쿠지조 역과는 걸어서 10분 거리에 있다. 게이한 전기 철도 게이신 선의 승차권을 고료 역 경유 연락 승차권으로서 판매하고 있다.

### 승강장
| 승강장 | 노선                   | 행선                            |
| ------ | ---------------------- | ------------------------------- |
| 1・2   | ■ 교토 지하철 도자이선 | 야마시나・우즈마사텐진가와 방면 |

### 역사
- 2004년 11월 26일 - 도자이 선 다이고 역 ~ 로쿠지조 역 간 연장에 따라 개업하였다.

### 인접정차역
| 교토 시 교통국 교토 시영 지하철 | 교토 시 교통국 교토 시영 지하철 | 교토 시 교통국 교토 시영 지하철   |
| ------------------------------- | ------------------------------- | --------------------------------- |
| 시·종착역                       | ■ 교토 지하철 도자이선          | 이시다 T 02 우즈마사텐진가와 방면 |

## 역 주변
- 교토 애니메이션 신스튜디오 (자세한 사항 : 교토 애니메이션 방화 사건 문서 참조)